# Landschaftsschutzgebiet Feuchtgrünland um Rixen

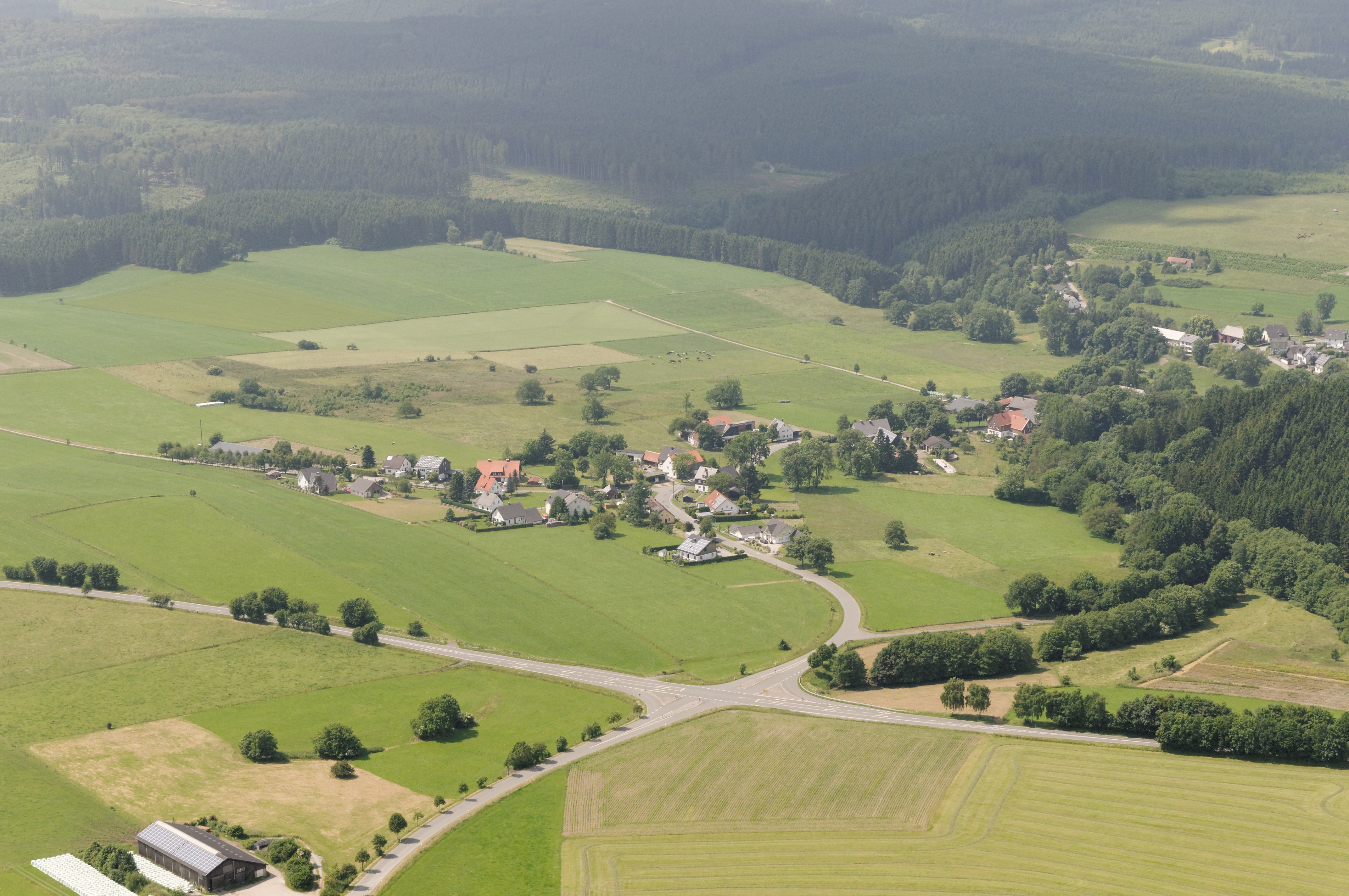
Rixen mit Landschaftsschutzgebiet Feuchtgrünland um Rixen

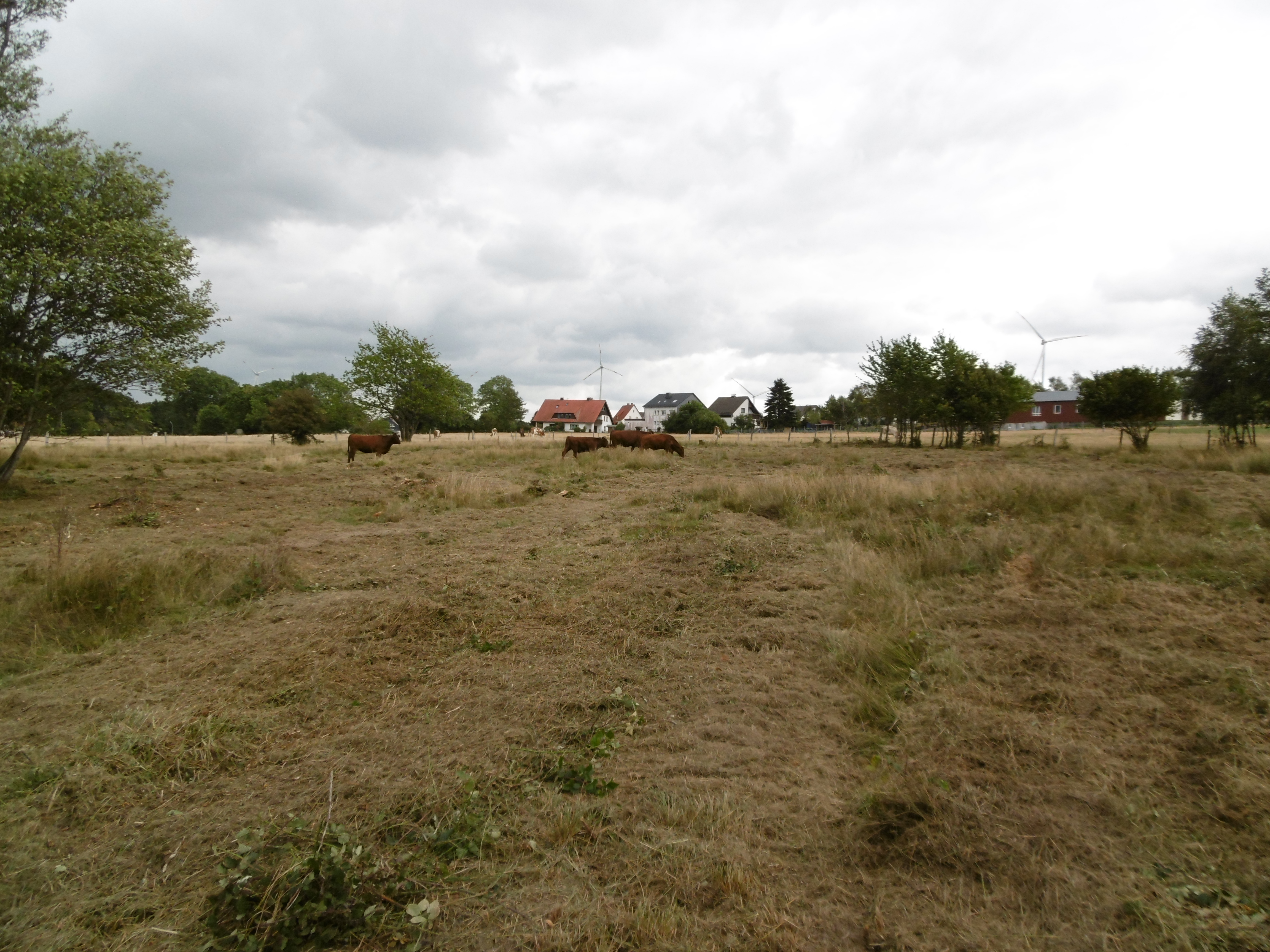
Bereich der vom VNV angekauften Fläche im Langenbruch mit Rotem Höhenvieh und Rixen im Hintergrund

Das Landschaftsschutzgebiet Feuchtgrünland um Rixen mit 52,78 ha Größe liegt westlich, nördlich und östlich von Rixen im Stadtgebiet von Brilon. Das Gebiet wurde 2008 mit dem Landschaftsplan Briloner Hochfläche durch den Hochsauerlandkreis als Landschaftsschutzgebiet (LSG) ausgewiesen. Das LSG grenzt direkt an das Dorf an. Zum LSG gehört der Langenbruch mit seinen Feuchtweiden. Das Gebiet Langenbruch gehört seit 2023 zum Vogelschutzgebiet Diemel- und Hoppecketal mit angrenzenden Wäldern.

## Beschreibung
Es handelt sich im Westteil des LSG um ein großflächiges kompaktes Grünlandgebiet. Mehrere Entwässerungsgräben mit geringem Gefälle nach Norden durchziehen das Gebiet im westlichen Hauptteil. In einer kleinräumig stärker reliefierten Hanglage münden die Gräben in den Bach Bieke. Das Quellgebiet der Bieke selbst liegt im LSG nordöstlich der Straßenkreuzung der K 57. In diesem Bereich laufen mehrere naturnahe Quellbäche zusammen, die weitgehend von erlendominierten Gehölzsäumen und feuchten Grünlandgewannen begleitet werden. Die Bieke durchfließt im LSG die Rixener Ortslage.
Der Landschaftsplan führt zum LSG aus: „Mit seinen bachbegleitenden Gehölzen, den in der Ortslage kleinstrukturierten Grünlandflächen und seinem dem westlichen Ortsrand vorgelagerten kompakten (Feucht-) Grünlandgewann kommt dem Schutzgebiet auch eine erhebliche Bedeutung für das Orts- und Landschaftsbild zu; beide sind hier aufgrund der lockeren Bebauung kaum zu trennen.“

## Schutzzweck
Die Ausweisung erfolgte zur Erhaltung, Ergänzung und Optimierung eines Grünlandbiotop-Verbundsystems, insbesondere mit den Naturschutzgebiets-Ausweisungen im Grünland. Dadurch sollen Tiere und Pflanzen Wanderungs- und Ausbreitungsmöglichkeiten behalten. Wie die anderen Landschaftsschutzgebiete vom Typ C dient auch diese Ausweisung als Pufferzone für angrenzende Naturschutzgebiete.

## Naturschutzmaßnahmen
Der Verein für Natur- und Vogelschutz im Hochsauerlandkreis (VNV) kaufte 2007 einen feuchten Fichtenbereich im Bereich Langenbruch im LSG. Nach Entfernung des standortfremden Fichtenbestands wurde die Fläche zu einer extensiv genutzten Wiese.

## Vorschriften im LSG
Das Landschaftsschutzgebiet Feuchtgrünland um Rixen wurde als Landschaftsschutzgebiet vom Typ C, Wiesentäler und bedeutsames Extensivgrünland, ausgewiesen. In den Landschaftsschutzgebieten vom Typ C des Landschaftsplangebietes sind Erstaufforstungen und auch die Neuanlage von Weihnachtsbaumkulturen, Schmuckreisig- und Baumschulkulturen verboten. Ferner besteht ein Umwandlungsverbot von Grünland und Grünlandbrachen in Acker oder andere Nutzungsformen. Eine maximal zweijährige Ackernutzung innerhalb von zwölf Jahren ist erlaubt, falls damit die Erneuerung der Grasnarbe vorbereitet wird. Dies gilt als erweiterter Pflegeumbruch. Dabei muss ein Mindestabstand von 5 m vom Mittelwasserbett eingehalten werden. Für den Anbau von nachwachsenden Rohstoffen ist eine Befreiung vom Verbot des Grünlandumbruchs im Rahmen einer Einzelfallprüfung möglich.